# Gelber Fingerhut
Der Gelbe Fingerhut (Digitalis lutea) ist eine Pflanzenart aus der Gattung Fingerhüte (Digitalis) innerhalb der Familie der Wegerichgewächse (Plantaginaceae).

## Beschreibung

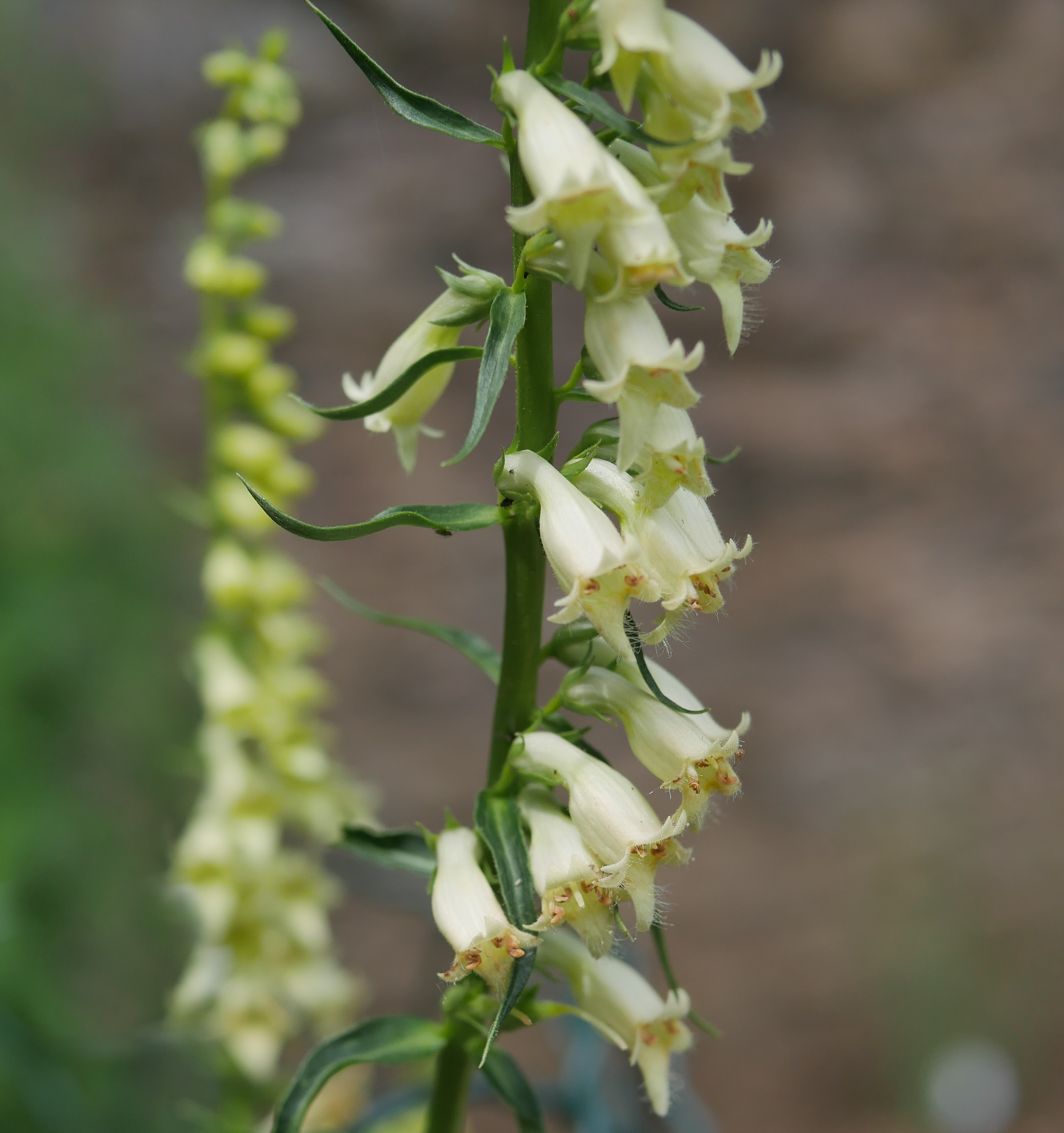
Digitalis lutea L. subsp. lutea im Kräutergarten Freilichtmuseum Roscheider Hof

Der Gelbe Fingerhut ist eine zweijährige bis ausdauernde krautige Pflanze und erreicht Wuchshöhen zwischen 30 und 80 Zentimetern. Der aufrechte, unverzweigte Stängel ist schwach rinnig und kahl, die wechselständig angeordneten, schmal- bis eiförmig-lanzettlichen Blätter sind einfach, am Rand fein gewimpert, sonst kahl und unregelmäßig gesägt. Eine bodenständige Rosette zur Blütezeit wie bei anderen Fingerhüten fehlt.
Der Blütenstand ist eine einseitswendige Traube aus vielen, dicht stehenden schwefelgelben, engröhrigen, zeichnungslosen Blüten, die 9 bis 25 mm lang und innen behaart sind. Die Blüten sind kleiner und schmaler als die des Großblütigen Fingerhuts, dessen Blüten 28 bis 40 mm lang, ockergelb und innen gezeichnet sind. Die Krone setzt sich aus fünf verwachsenen Kronblättern zusammen. Es gibt vier Staubblätter, der Fruchtknoten ist oberständig und die Frucht eine Kapsel. Den Blättern fehlen die Nebenblätter.
Die Chromosomenzahl beträgt n = 56.

## Verbreitung
Die Pflanze ist von Westeuropa bis Süditalien und Nordwestafrika verbreitet. Sie hat Vorkommen in Marokko, Spanien, Frankreich, Belgien, den Niederlanden, Deutschland, in der Schweiz, in Österreich, Italien, in der Slowakei, Kroatien und Albanien. In Dänemark, Schweden und Tschechien kommt die Art nur eingeschleppt vor.
Der Gelbe Fingerhut wächst bevorzugt auf trockenen, kalkhaltigen, steinigen und warmen Böden an hellem Standort wie Lichtungen oder die Ränder von Waldwegen. Er ist Kennart der Assoziation Atropo-Digitalietum luteae Oberd. 1957 (n.inv.) und gilt als ungefährdet, wird aber in Deutschland von der Bundesartenschutzverordnung „besonders geschützt“.

## Taxonomie und Systematik
Der Gelbe Fingerhut wurde 1753 von Carl von Linné in Species Plantarum Tomus II, S. 622 als Digitalis lutea erstbeschrieben.
Man kann folgende Unterarten unterscheiden:
- Digitalis lutea L. subsp. lutea: Sie kommt in Spanien, Frankreich, Deutschland, Österreich, Italien, in der Schweiz, in den Niederlanden, in Belgien und in Tschechien vor.[1]
- Digitalis lutea subsp. atlantica: Sie kommt in Marokko vor.[1]
- Digitalis lutea subsp. australis (Ten.) Arcang.: Sie kommt in Italien und Korsika vor.[1]
- Digitalis lutea subsp. cedretorum Emb.: Sie kommt in Marokko vor.[1]
- Digitalis lutea subsp. transiens (Maire) Emb. & Maire: Sie kommt in Marokko vor.[1]

## Giftigkeit
Die Pflanze ist stark giftig. Hauptwirkstoffe sind Cardenolide mit relativ geringem Gesamtgehalt:
- Lanatosid A 0,02 bis 0,10 %
- Acetyldigitoxin 0.01 bis 0,08 %
- Digitoxin 0,01 bis 0,02 %

Die Giftwirkung entspricht der von Digitalis purpurea. Die Herzwirksamkeit entspricht auch der von Digitalis purpurea; die Wirksamkeit als Diuretikum soll dagegen stärker sein.